# DeuS
DeuS, Brut des Flandres is een Belgisch bier van hoge gisting.
Het bier wordt sinds 2002 gebrouwen in Brouwerij Bosteels te Buggenhout.
Het is een stroblond sprankelend bier met een alcoholpercentage van 11,5%. Het krijgt na het normale brouwproces een afwerking volgens de méthode traditionnelle. Het bier wordt gebrouwen, gelagerd en gebotteld in de brouwerij. Daarna worden de flessen getransporteerd naar Frankrijk voor een eerste maturatie en lange nagisting op de fles. Daarna volgt de klaring of remuage. De flessen worden met de hals schuin naar beneden geplaatst waardoor het gist zich in de flessenhals kan verzamelen. Daarna volgt de ontgisting of dégorgement. De gist wordt uit de fles verwijderd door het bevriezen van de flessenhals. Door de druk in de fles wordt de bevroren gistprop met kracht uitgedreven.
Oorspronkelijk werd op het etiket van DeuS als specificatie vermeld: "Champagnebier". Champagneboeren spanden hiervoor een rechtszaak in, waardoor het onderschrift gewijzigd werd in "Brut des Flandres".